# Eleccions al Parlament Europeu de 1979 (Itàlia)
Les eleccions al Parlament Europeu de 1979 a Itàlia van ser les eleccions celebrades el 10 de juny per a escollir als 81 eurodiputats italians per a la I legislatura del Parlament Europeu. Les eleccions van superar el 85,6% de la participació, molt per sobre de la mitjana de la Comunitat Econòmica Europea, i van ser guanyades pel partit Democràcia Cristiana.

## Context
Les eleccions al Parlament Europeu es van celebrar una setmana després de les eleccions legislatives de 1979, que van ser guanyades pel partit Democràcia Cristiana Italiana amb 14 milions de vots i 262 escons enfront dels 11 milions de vots i 201 escons del Partit Comunista Italià. El Partit Socialista Italià amb 3,6 milions de vots i 62 escons, el Moviment Social Italià - Dreta Nacional amb 1,9 milions i 30 escons, el Partit Socialista Democràtic Italià amb 1,4 milions i 20 escons, el Partit Radical amb 1,3 milions i 18 escons i el Partit Republicà Italià amb 1,1 milions i 16 escons van quedar just darrere.

## Sistema electoral
La representació proporcional de la llista de partit era el sistema electoral tradicional de la República Italiana des de la seva fundació el 1946, per la qual cosa es va adoptar també per triar els representants italians al Parlament Europeu. Es van utilitzar dos nivells: un de nacional per dividir els escons entre partits i un nivell de circumscripció per distribuir-los entre els candidats. A escala nacional, els escons es van dividir entre llistes de partits utilitzant el mètode de la resta més gran amb quota Hare. Tots els escons obtinguts per cada partit es van distribuir automàticament a les seves llistes obertes locals i als seus candidats més votats.
Les regions italianes estaven unides en 5 circumscripcions electorals, cada una elegia un grup de diputats:
1. Itàlia nord-occidental: Vall d'Aosta, Piemont, Ligúria i Llombardia - 25 escons.
2. Itàlia nord-oriental: Trentino - Tirol del Sud, Vèneto, Friül - Venècia Júlia i Emília-Romanya - 17 escons.
3. Itàlia central: Toscana, Úmbria, Marques i Laci - 17 escons.
4. Itàlia meridional: Abruços, Molise, Campània, Pulla, Basilicata i Calàbria - 15 escons.
5. Itàlia insular: Sicília i Sardenya - 7 escons.

## Resultats
Igual que a les eleccions legislatives, Democràcia Cristiana Italiana va guanyar les eleccions amb un 36,45% dels vots i 29 eurodiputats enfront del 29,57% i 24 escons del Partit Comunista Italià. La resta de partits no van superar els 10 escons, sent el tercer més votat el Partit Socialista Italià amb un 11,03% dels vots i 9 escons, mentre el Moviment Social Italià i el Partit Socialista Democràtic Italià van aconseguir un 5,45% i 4,32% respectivament i 4 eurodiputats.
| Candidatura                                                  | Facció europea        | Sufragis   | Sufragis | Escons   | Escons   |
| Candidatura                                                  | Facció europea        | Vots       | %        | Dip.     | Dif.     |
| ------------------------------------------------------------ | --------------------- | ---------- | -------- | -------- | -------- |
| Democràcia Cristiana Italiana                                | PPE                   | 12.774.320 | 36,45%   | 29       |          |
| Partit Comunista Italià                                      |                       | 10.361.344 | 29,57%   | 24       |          |
| Partit Socialista Italià                                     | UPSCE                 | 3.866.946  | 11,03%   | 9        |          |
| Moviment Social Italià                                       |                       | 1.909.055  | 5,45%    | 4        |          |
| Partit Socialista Democràtic Italià                          | UPSCE                 | 1.514.272  | 4,32%    | 4        |          |
| Partit Radical                                               |                       | 1.285.065  | 3,67%    | 3        |          |
| Partit Liberal Italià                                        | LDE                   | 1.271.159  | 3,63%    | 3        |          |
| Partit Republicà Italià                                      | LDE                   | 896.139    | 2,56%    | 2        |          |
| Partit d'Unitat Proletària                                   |                       | 406.656    | 1,16%    | 1        |          |
| Democràcia Proletària                                        |                       | 252.342    | 0,72%    | 1        |          |
| Partit Popular del Tirol del Sud                             | PPE                   | 196.373    | 0,56%    | 1        |          |
| Federalisme (Unió Valldostana, Partit Sard d'Acció i altres) |                       | 166.393    | 0,47%    |          |          |
| Democràcia Nacional                                          |                       | 142.537    | 0,41%    |          |          |
| Vots a candidatures                                          | Vots a candidatures   | 35.042.601 | 96,94%   | 81       |          |
| Vots en blanc                                                | Vots en blanc         | 453.510    | 1,49%    | Eligendo | Eligendo |
| Vots nuls o no vàlids                                        | Vots nuls o no vàlids | 652.069    | 1,58%    | Eligendo | Eligendo |
| Vots emesos                                                  | Vots emesos           | 36.148.180 | 85,65%   | Eligendo | Eligendo |
| Cens total                                                   | Cens total            | 42.203.405 |          | Eligendo | Eligendo |